# リック・サヴェージ
リック・“サヴ”・サヴェージ（Rick Savage、本名：リチャード・サヴェージ、1960年12月2日 - ）は、イギリスのハードロックバンド、デフ・レパードのベーシストである。彼はドラマーのリック・アレンと区別するために普段はサヴというニックネームで呼ばれている。身長180cm。

## 経歴
幼少の頃、彼は兄からギターを教わっていた。彼らはロッド・スチュワートのマギー・メイやドン・マクリーンのアメリカン・パイといった曲をプレイした。また、ライバルであるシェフィールド・ウェンズデイへの傾倒にもかかわらず、シェフィールド・ユナイテッドでのプロサッカー選手としてプレーを続けた。しかし、最終的には音楽を選択し、トニー・ケニングやピート・ウィリスといった数名のクラスメイトとデフ・レパードの母体であるアトミック・マスを結成した。彼らはこのバンドの中でクイーン、 スレイド、ディープ・パープルや他の当時人気のあったバンドのカバーをしていた。
ある時、ウィリスの方がギターを上手に弾くと分かってからはベーシストに転向、またバンドにはボーカリストが必要であったので、ウィリスが紹介したジョー・エリオットがオーディションを受けることになった。後にギタリストにスティーヴ・クラークを起用し、バンド名をデフ・レパードに変更する。
彼は1994年にベル麻痺を患っており、この影響で顔面の筋肉が弱体化した上、現在でもその後遺症が若干残っているという。特に疲れているときにそれは顕著に現れる。

## 私生活
彼は結婚しており、スコットとタイラーという二人の息子がいる。休日には息子たちをシェフィールド・ウェンズデイの試合に連れて行ったり、ゴルフをプレイしたりするという。また、インテリアに関する趣味があり、家の中の飾り付けをしたりすることもあるらしい。

## 使用楽器
以前はヘイマー社製のエクスプローラーや同社オリジナル・シェイプのベース、ワッシュバーン社製のXB920（4弦）やXB925（5弦）を使用していたが、現在はユニオンジャックがあしらわれたジャクソン社製の5弦ベースを使用している。